# Christos Kakkalos
Christos Kakkalos (en griego: Χρήστος Κάκκαλος) (Litóchoro, 13 de julio de 1882 - Litóchoro, 12 de abril de 1976) fue un guía de montaña griego que en 1913 comandó junto a los suizos Daniel Baud-Bovy y Frédéric Boissonnas la primera expedición al Mytikas, la cumbre más alta de monte Olimpo (2918,80 m) en Grecia, el 2 de agosto de 1913.

## Biografía

### Primeros años
Luego de tres años de estudio, comenzó a ayudar a su familia trabajando y cazando. Desde niño, Christos se familiarizó con el Monte Olimpo. La familia Kakkalos poseía una modesta cabaña llamada Paliokalyva (en griego Παλαιοκάλυβα, vieja cabaña) sobre la ladera este del monte. Trabajaban como leñadores y transportaban la madera que obtenían a los aserraderos accionados por agua en Prionia.

### Ascensos al Monte Olimpo

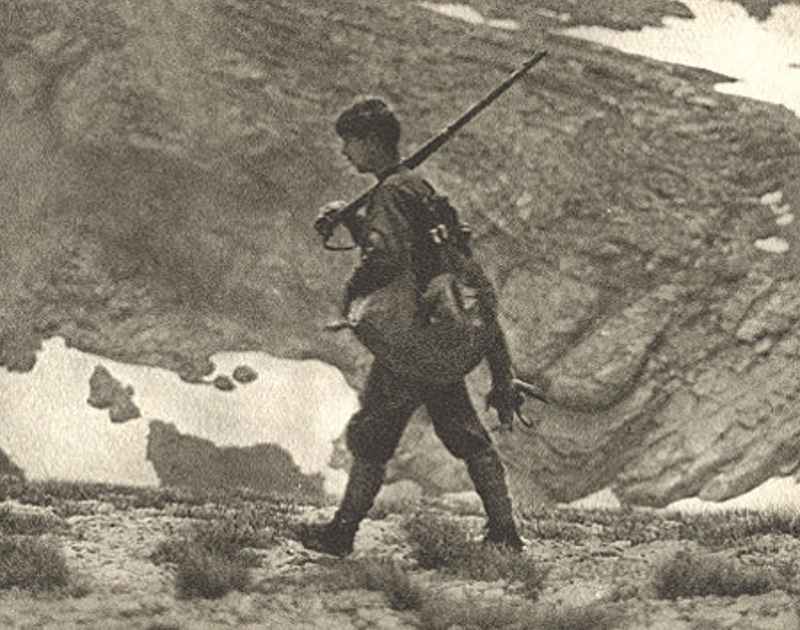
Kakkalos durante la expedición de 1913.

En el verano de 1913, planificó una expedición a la cumbre del Monte Olimpo, junto a los suizos Daniel Baud-Bovy y Frédéric Boissonnas. El 2 de agosto de 1913, alcanzan la cima de Mytikas, el pico más alto de la montaña, completando el primer ascenso al Monte Olimpo del que se tenga registro. 
Se realizaron nuevas expediciones a la cima del monte en 1919, 1921 y 1927, subiendo en esta última 105 personas.
En 1921, guio al topógrafo suizo Marcel Kurz, considerado el primero en alcanzar la cima de Stefani (el segundo pico más alto del monte), y al ingeniero Fritz Kuhn a la cima. Repitió con Baud-Bovy y un grupo de escaladores en 1931.
Hasta 1932, pasaba las noches con los grupos que guiaba en su cabaña Paliokalyva. Se colocó la piedra fundacional de una nueva cabaña de montaña, denominada Spilios Agapitos, en 1930. 
En 1937, fue designado por la Asociación de Montañeros de Grecia como el guía oficial del Monte Olimpo. Lideró a escaladores, geólogos, botánicos, embajadores, políticos, artistas y turistas en expediciones al monte. La última vez que alcanzó la cima fue en 1973, con 91 años de edad.

### Muerte y reconocimiento
Christos Kakkalos falleció el 12 de abril de 1976, en Litóchoro, Grecia. En 1984, se le puso su nombre a una cabaña en la meseta de Muses, en el Monte Olimpo.